# Goana după fluturi
Goana după fluturi este o piesă de teatru din 1933 de Bogdan Amaru  (pseudonimul literar al lui Alexandru Pârâianu). Piesa este o farsă tragică. Este singura piesă de teatru scrisă de Alexandru Pârâianu. Acesta o publică sub pseudonim la sugestia prietenului său George Mihail Zamfirescu pentru a nu fi exmatriculat ca „fiu de moșier”.

## Prezentare
Dorin este un tânăr doctor în științe naturii, sărac, care este îndrăgostit de Rodica, modistă cu atelier propriu dintr-o mahala bucureșteană. El are ocazia de a se căsători cu Beatrice, o fată frumoasă, fiica milionarului Farada, dar acesta nu-l dorește ca ginere. 

## Personaje
- Rodica, modistă cu atelier propriu
- Dorin, doctor în științe naturale
- Farada, cerealist arhimilionar
- Beatrice, fecioara lui Farada
- Brustan, avocat
- Ciprian, preot
- Tastiul
- Florăreasa
- Copii

## Reprezentații
- 1986 - la Teatrul din Baia Mare[3]
- 31 martie 1993 - la Teatrul Național București, sub regia lui Grigore Gonța, cu  Raluca Penu, Cecilia Bârbora,  Eugen Cristea, Alexandru Georgescu, Dan Puric și Claudiu Bleonț.[4]
- 14 ianuarie 2017 - la Teatrul Național din Cluj, în regia lui Emanuel Petran[5]

## Teatru radiofonic
- 1968 - cu actorii Nicolae Dinică, Coca Andronescu, Rodica Tapalagă, Nicolae Gărdescu, Dem Rădulescu, Nicolae Neamțu-Ottonel, Daniel Horhocea, Dina Protopopescu[6]

## Ecranizări
- 2013 - teatru TVR, regia artistică  Mara Pașici,  cu Marius Bodochi ca Farada, Alexandru Conovaru ca Brustan, Demeter Andras ca Ciprian, Razvan Banica ca Dorin, Lia Sinchevici ca Rodica, Ramona Hanganu ca Beatrice, Lucian Teodor Rus ca Tastiul, Grigorita Rogobete ca Florăreasa. În rolurile copiilor: Ana Manolescu, David Conovaru, Marco Manolescu, Mihnea Constantin Pucă[7]